# Старий, який кричав "Вовк!" (фільм, 1970)
«Старий, який кричав "Вовк!"» (англ. The Old Man Who Cried Wolf) - американський телевізійний трилер 1970 року режисера Волтера Граумана. В головних ролях знімались Едвард Г. Робінсон, Мартін Болсам та Діана Бейкер. Прем'єра фільму відбулась 13 жовтня 1970 року.

## Сюжет
Едвард Г. Робінсон грає літнього чоловіка, який стає свідком вбивства свого друга.

## У ролях
- Едвард Г. Робінсон - Еміль Пульски
- Мартін Болсам - Стенлі Пульски
- Діана Бейкер - Пеггі Пульска
- Рут Роман - Лоіс
- Персі Родрігес - Френк Джонс
- Сем Джаффе - Ейб Стілман
- Едвард Аснер - доктор Моргейм
- Мартін Е. Брукс - Гадсон Ф. Юінг
- Джей К. Фліппен - працівник ломбарду

## Виробництво
Робінсон описав зйомки фільму як "цікавий досвід, який мені надзвичайно сподобався".

## Прийом
Фільм був дуже добре прийнятий критиками. Гра Робінсона отримала високу оцінку критиків.